# フォノン明和
株式会社フォノン明和（フォノンめいわ）は愛知県瀬戸市に本社を置くセラミック部品メーカーである。

## 製品
主にチップ抵抗用アルミナ基板、インダクタ用コア（フェライトコア、アルミナコア）、セラミック碍子、各種産業用セラミック部品を生産している。

## 関連企業
- Taiwan Phonon Meiwa Inc.（台湾豊隆明和） - 中華民国桃園県蘆竹郷
- Vietnam Meiwa Co., Ltd.（ベトナム明和） - ベトナムドンナイ省